# 圭子の夢は夜ひらく
「圭子の夢は夜ひらく」（けいこのゆめはよるひらく）は、1970年4月25日に発売された藤圭子の3枚目のシングル。
園まりなどが競作で歌唱した「夢は夜ひらく」が原曲である。

## 解説
- 前作の「女のブルース」の後を受けて10週間連続オリコン1位にランクされた。また、1位「圭子の夢は夜ひらく」・2位「女のブルース」と2週間にわたり1位・2位を独占した[2]。

- レコード売上は累計77万枚（オリコン調べ）[2]。公称では累計120万枚とされる[3]。

- 藤は本楽曲で第1回日本歌謡大賞を受賞し、年末の「第21回NHK紅白歌合戦」に紅白初出場を果たした。

- 「夢は夜ひらく」は八代亜紀・五木ひろし・美空ひばり・西田佐知子など多くの歌手によりカバーされている。

- この年の藤圭子は、「女のブルース」・「圭子の夢は夜ひらく」で18週間連続1位を獲得するという2曲以上でのオリコン1位獲得最多週記録を保っている（現在この記録は破られていない）。また、「女のブルース」・「圭子の夢は夜ひらく」・「命預けます」・「女は恋に生きてゆく」で42週間連続でトップ10にランクされた[2]。

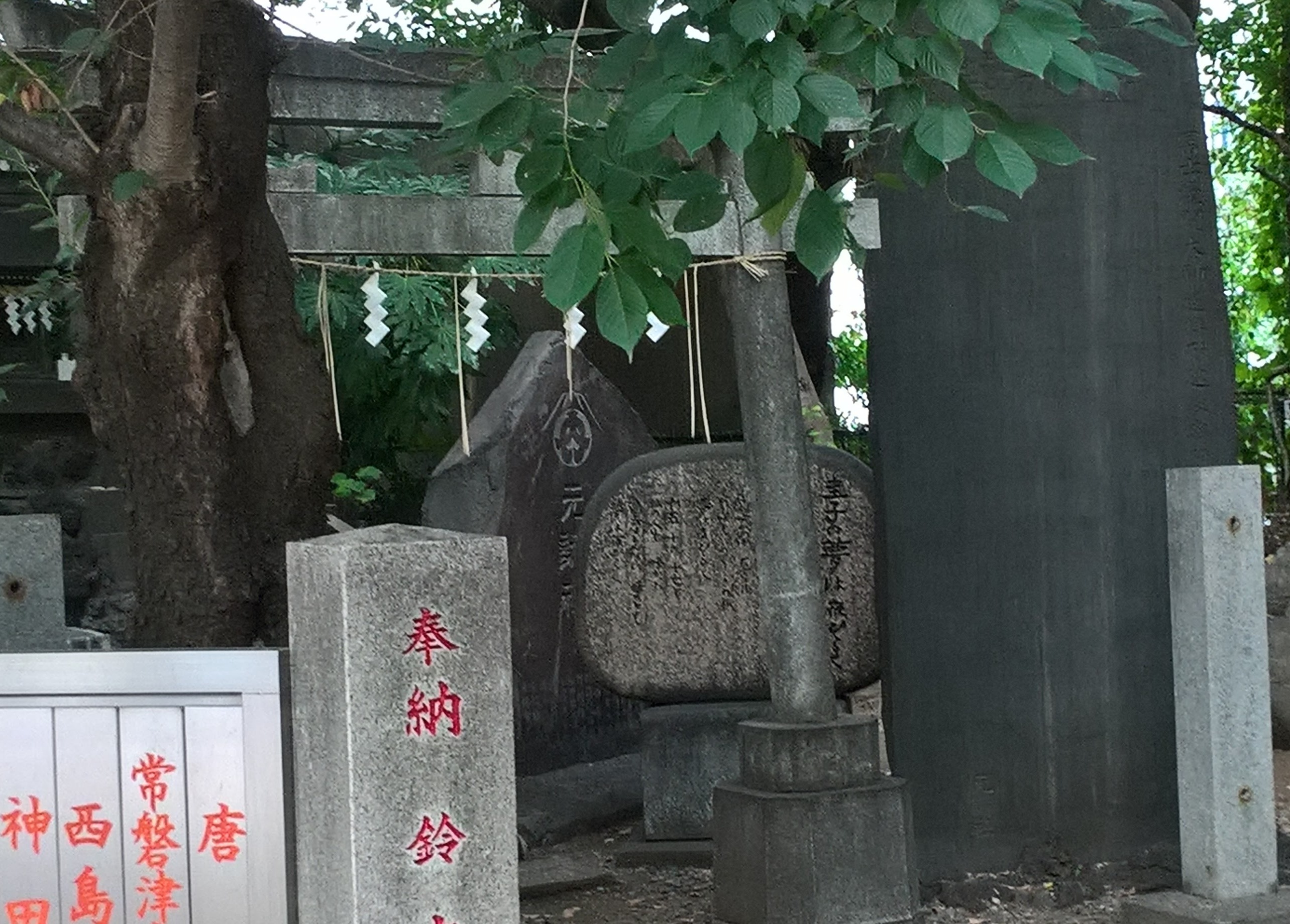
圭子の夢は夜ひらく歌謡碑 花園神社内

- 1999年には石坂の作詞家生活30周年を記念し、歌碑が石坂の出身地である東京都新宿区の芸能浅間神社（花園神社境内摂社）内に建てられた。

## 収録曲
- 両楽曲共に、作詞：石坂まさを／編曲：原田良一

1. 圭子の夢は夜ひらく（4分11秒）
作曲：曽根幸明
2. 東京流れもの（3分21秒）
作曲：不詳

## 価格
- 発売当時の価格は400円

## 主な収録作品
- 藤圭子 伝説の名曲（1999年、BVCK- 37046）
- 聞いて下さい私の人生〜藤圭子コレクション（2000年、BVCK-37085/90）
- GOLDEN☆BEST 藤圭子（2005年、BVCK-38110）
- GOLDEN☆BEST 藤圭子 ヒット&カバーコレクション 艶歌と縁歌（2010年、MHCL-1825/6）

## 楽曲使用
- 1970年東映『ずべ公番長 夢は夜ひらく』主題歌 － 曲名は『夢は夜ひらく』。

## カバー
- 黒沢明とロス・プリモス － アルバム『演歌決定版 命預けます』に収録。
- 橘麻紀 － 曲名は『麻紀の夢は夜ひらく』。
- 神崎舞 － 曲名は『舞の夢は夜ひらく』。
- 門倉有希 － 2006年発表。曲名は『夢は夜ひらく』。アルバム『門倉有希セレクション 〜演歌side〜』に収録。
- 天童よしみ － 1994年、アルバム『天童節昭和演歌名曲選  第十三集』に収録。
- 荒尾正伸とオールスターズ
- 電車（大槻ケンヂ）
- 緑川アコ - 1970年発表。曲名は『ふたたび夢は夜ひらく』。アルバム『酔いどれ女の流れ歌』に収録。（※ 緑川アコは1966年に水島哲作詞の「夢は夜ひらく」を発表している）
- 大信田礼子 － 1971年、アルバム『女はそれをがまんできない／ノックは無用』に収録。
- 宇多川都
- 山崎ハコ － 1994年、アルバム『十八番』に収録。
- 中森明菜 － 2009年、アルバム『ムード歌謡 〜歌姫昭和名曲集』に収録。
- 能登麻美子（「黒沢爽子」名義） － 2011年、『君に届け Secret Party〜北幌高校学校祭アナザーサイド〜』に収録。
- 米良美一 － 2012年、アルバム『名曲集 Vol.1』に収録。
- 徳永英明 － 2012年、アルバム『VOCALIST VINTAGE 〜VOCALIST 5〜』に収録。
- 大野いと － 2012年公開の日本映画『愛と誠』（三池崇史監督、角川･東映）の劇中歌として。アルバム『映画 愛と誠 オリジナル・サウンドトラック』に収録。
- 吉井和哉 － 2013年、同年10月19日に東京・STB 139 スイートベイジルで行ったライブを収録したアルバム『AT THE SWEET BASIL』に収録。
- 玉置浩二 － 2014年、カバーアルバム『群像の星』に収録。
- 鎌倉研 － 2016年、曲名は『夢は夜ひらく』。2015年3月のライブを収めた2枚組アルバム『浅草染太郎お座敷ライブ実況録音盤』に収録。
- 松山千春 － 2018年、アルバム『北のうたたち』に収録。作詞：石坂まさを、補作詞：松山千春（2番を自作詞に差し替え）、編曲：原田良一。
- 山口かおる － 2019年、「山口かおる歌謡曲集３～ＶＯＩＣＥ～」に収録。